# Gibson County (Tennessee)
Das Gibson County ist ein County im US-amerikanischen Bundesstaat Tennessee. Das U.S. Census Bureau hat bei der Volkszählung 2020 eine Einwohnerzahl von 50.429 ermittelt. Der Verwaltungssitz (County Seat) ist Trenton.

## Geografie
Das County liegt im Westen von Tennessee, ist im Norden etwa 50 km von Kentucky, im Westen etwa 60 km von Missouri entfernt und hat eine Fläche von 1563 Quadratkilometern, wovon 2 Quadratkilometer Wasserfläche sind. An das Gibson County grenzen folgende Nachbarcountys:
| Obion County    |                | Weakley County |
| Dyer County     |                | Carroll County |
| Crockett County | Madison County |                |

## Geschichte
Gibson County wurde am 21. Oktober 1823 aus Chickasaw-Land gebildet. Benannt wurde es nach John H. Gibson (?–1823), einem Offizier der Natchez Expedition und der Feldzüge gegen die Creek-Indianer im Rahmen des Britisch-Amerikanischen Krieges.

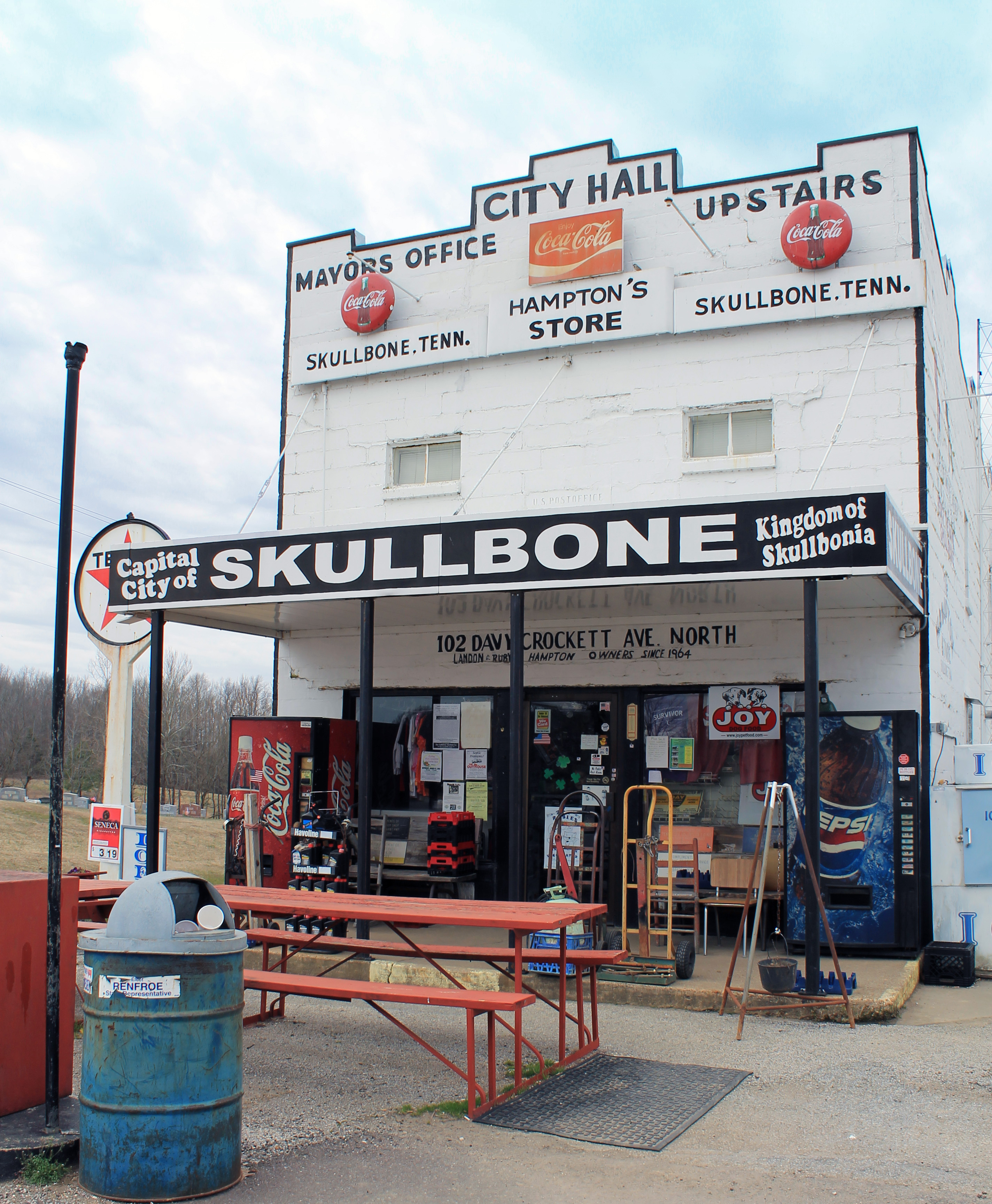
Der Skullbone Store ist einer von 20 Einträgen des Countys im NRHP.

20 Bauwerke und Stätten des Countys sind im National Register of Historic Places (NRHP) eingetragen (Stand 1. Mai 2020).

## Demografische Daten
Nach der Volkszählung im Jahr 2010 lebten im Gibson County 49.683 Menschen in 19.548 Haushalten. Die Bevölkerungsdichte betrug 31,8 Einwohner pro Quadratkilometer. In den 19.548 Haushalten lebten statistisch je 2,47 Personen.
Ethnisch betrachtet setzte sich die Bevölkerung zusammen aus 79,4 Prozent Weißen, 18,9 Prozent Afroamerikanern, 0,2 Prozent amerikanischen Ureinwohnern, 0,3 Prozent Asiaten sowie aus anderen ethnischen Gruppen; 1,2 Prozent stammten von zwei oder mehr Ethnien ab. Unabhängig von der ethnischen Zugehörigkeit waren 2,1 Prozent der Bevölkerung spanischer oder lateinamerikanischer Abstammung.
24,7 Prozent der Bevölkerung waren unter 18 Jahre alt, 58,7 Prozent waren zwischen 18 und 64 und 16,6 Prozent waren 65 Jahre oder älter. 52,4 Prozent der Bevölkerung war weiblich.
Das jährliche Durchschnittseinkommen eines Haushalts lag bei 35.947 USD. Das Pro-Kopf-Einkommen betrug 20.065 USD. 19,1 Prozent der Einwohner lebten unterhalb der Armutsgrenze.

## Ortschaften im Gibson County
Citys
| - Dyer - Humboldt - Medina | - Milan - Trenton - Yorkville |

Towns
- Bradford
- Gibson
- Kenton
- Rutherford

Unincorporated Communities
- Eaton
- Idlewild
- Mason Hall1

1 – teilweise im Obion County

## Gliederung
Das Gibson County ist in 19 durchnummerierte Distrikte eingeteilt:
| Distrikt | Einwohner (2010) | FIPS     |
| -------- | ---------------- | -------- |
| 1        | 9411             | 47-90054 |
| 2        | 1966             | 47-90244 |
| 3        | 1827             | 47-90434 |
| 4        | 1450             | 47-90624 |
| 5        | 1451             | 47-90814 |
| 6        | 1772             | 47-91004 |
| 7        | 1972             | 47-91194 |
| 8        | 1637             | 47-91384 |
| 9        | 1784             | 47-91574 |
| 10       | 3522             | 47-91764 |

| Distrikt | Einwohner (2010) | FIPS     |
| -------- | ---------------- | -------- |
| 11       | 4087             | 47-91954 |
| 12       | 2043             | 47-92144 |
| 13       | 1657             | 47-92334 |
| 14       | 1710             | 47-92524 |
| 15       | 2096             | 47-92714 |
| 16       | 3711             | 47-92904 |
| 17       | 1935             | 47-93094 |
| 18       | 1813             | 47-93284 |
| 19       | 3839             | 47-93474 |